# .gw
.gw és el domini territorial de primer nivell (ccTLD) de Guinea Bissau.
En els inicis, la Fundacão IT & Media de la Universidade de Bissau va ser el registrador dels dominis .gw. Els preregistres es gestionaven des de register.gw. La data de llançament del domini es va anunciar a la 34a trobada ICANN celebrada a Ciutat de Mèxic.
Des del 10 de juliol de 2014, els dominis els gestiona l'Autoridade Reguladora Nacional – Tecnologias de Informação e Comunicação da Guiné-Bissau (ARN) i es poden registrar a nic.gw.